# Endiandra bullata
Endiandra bullata là loài thực vật có hoa trong họ Nguyệt quế. Loài này được (C.K.Allen) Kosterm. miêu tả khoa học đầu tiên năm 1970.